# Alice blue
Azul Alicia (Alice blue) es un color celeste ligeramente agrisado que se encuentra comprendido en el acervo iconolingüístico de la cultura estadounidense.

## Historia

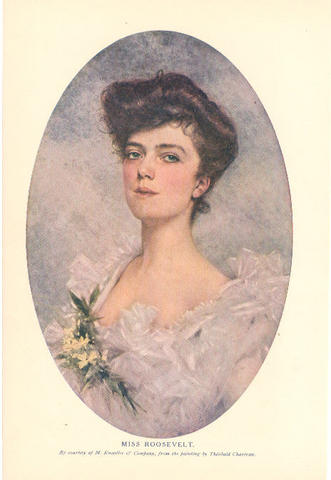
Retrato de Alice Roosevelt realizado alrededor de 1901 por el pintor francés Théobald Chartran (1849–1907)

Hacia 1902, Alice Roosevelt Longworth —hija mayor del por entonces presidente de Estados Unidos, Theodore Roosevelt— era una celebridad de quien los medios periodísticos solían comentar lo que vestía cuando aparecía en público. Su costumbre de lucir vestidos de un color celeste grisáceo que combinaba con sus ojos inició una moda, y el color acabó siendo bautizado popularmente como Alice blue.
La canción Alice Blue Gown (‘el vestido azul Alicia’), inspirada en los vestidos emblemáticos de Alice Roosevelt, se estrenó en el musical de Broadway de 1919 Irene. Este musical, a su vez, fue adaptado al formato cinematográfico en 1940 (con Anna Neagle y Ray Milland como protagonistas).

## Usos
Actualmente este color ha trascendido el contexto de la vestimenta. El buque estadounidense USS Theodore Roosevelt (CVN-71) hace incluso un uso reglamentario del mismo, ya que forma parte de la identidad visual de la nave.
Alice blue es también uno de los colores HTML establecidos por protocolos informáticos para su uso en páginas web; en programación es posible invocarlo por su nombre, además de por su valor hexadecimal. Véase colores HTML.
|            | Alice blue         |
| HTML       | #F0F8FF            |
| RGB        | (240, 248, 255)    |
| HSV        | (208°, 6 %, 100 %) |
| Referencia | X11                |